# Krepení
Krepení (Krepeni) är en ort i Grekland.   Den ligger i prefekturen Nomós Kastoriás och regionen Västra Makedonien, i den norra delen av landet, 300 km nordväst om huvudstaden Aten. Krepení ligger 620 meter över havet och antalet invånare är 210. Den ligger vid sjön Límni Kastorías.
Terrängen runt Krepení är kuperad åt nordost, men åt sydväst är den platt. Runt Krepení är det ganska glesbefolkat, med 23 invånare per kvadratkilometer. Närmaste större samhälle är Kastoria, 6,6 km nordväst om Krepení. Trakten runt Krepení består till största delen av jordbruksmark.